# Boldogfai Farkas Imre (költő)
Boldogfai Farkas Imre (Zalaegerszeg, 1882. március 26. – ?) magyar költő, a dombóvári takarékpénztár vezérigazgatója.

## Élete
A tekintélyes nemesi származású boldogfai Farkas családban, boldogfai Farkas László (1842-1901), Zala vármegye írnoka, földbirtokos, és a teskándi születésű kutakeszi Baranyay Lujza (1848-1898) gyermekeként született. Apai nagyszülei boldogfai Farkas Ferenc (1779-1844), táblabíró, jogász, földbirtokos, és Joó Borbála (1811-1881) asszony voltak. Anyai nagyszülei kurtakeszi Baranyay József (1809–1855), ügyvéd, táblabíró, uradalmi ügyész, teskándi földbirtokos, és  tornai és bozsóki Karácsonyi Terézia (1807–1888) asszony voltak. Apai dédszülei boldogfai Farkas János (1741–1788), Zala vármegye főjegyzője, a Zala vármegyei Ítélőszék elnöke ("Inclyti Sedis Iudiciaria Comitatus Szaladiensis Praeses") 1787 és 1788 között, táblabíró, földbirtokos, és a lovászi és szentmargitai Sümeghy családból való lovászi és szentmargitai Sümeghy Judit (1754–1820) voltak. Az anyai dédszülei tornai és bozsóki Karácsonyi Adalbert, tornai földbirtokos, és czakóházi és dőri Gyapay Katalin asszony voltak.
Zalaegerszegen végezte a középiskolai tanulmányait és ezután Tirolban, a vadászezrednél töltötte a katonai szolgálatát. Nagyon fiatal korában kezdett a költészettel foglalkozni, és már tizenkilenc éves korában megjelent egy verseskötete. Azonban nem szentelte magát teljesen a művészetnek és hamarosan Budapesten kezdte az ottani intézetnél a banktisztviselő pályáját, ahol akkorra az Államgazdasági Szemle egyik belső munkatársa volt. Néhány év után Kaposvárra ment, ahol a Somogymegyei Takarékpénztár tisztviselője lett, amely intézetnél 14 évig működött. Az ott megjelent lapok mindegyikének belső munkatársa volt. 
Imre továbbra is foglalkozott a költészettel és sok költeménye, közgazdasági, társadalmi és várospolitikai cikke jelent meg az ország különböző lapjaiban. Később 1918-ban jött Dombóvárra, ahol a helyi Takarékpénztár RT vezérigazgatója lett. A Takarékpénztárak és Bankok Egyesületének választmányi-, pécsi körzetének igazgatósági tagja. Ezek után Dombóvár község képviselőtestületének tagja volt.
A családjában a művészet iránti érdeklődés is több ízben mutatkozott ki, például a két unokaöccse képében: József testvérének a lánya boldogfai Farkas Klára festő volt, és Kálmán testvérének a fia boldogfai Farkas Imre festő és grafikus volt.

## Házassága és leszármazottjai
Boldogfai Farkas Imre 1923. május 23.-án Alsóbagodban feleségül vette a saját unokahúgát, boldogfai Farkas Zsuzsannát (Körmend, 1902. július 29. – ?), akinek a szülei boldogfai Farkas József (1866–1927), MÁV felügyelő és boszörcsöki Egressy Gizella (1874–1973) voltak. A menyasszony apai nagyszülei boldogfai Farkas László (1842-1901), Zala vármegye írnoka, földbirtokos, és kurtakeszi Baranyay Alojzia (1848-1898) voltak. Az anyai nagyszülei idősebb borszörcsöki Egressy László (1833–1914), posta- és távírda főtiszt, és kiscsepcsényi Sántha Regina (1836-1908) voltak. Farkas Imre és Farkas Zsuzsanna frigyéből született:
- boldogfai Farkas Iván György József (*Budapest, 1924. április 16. - ?). Felesége: dálnoki Miklós Judit.